# Лагодехи
Лагодехи (груз. ლაგოდეხი) је град у Грузији у регији Кахетија. Према процени из 2014. у граду је живело 5.918 становника.

## Становништво
Према процени, у граду је 2014. живело 5.918 становника.
| 1989. | 2002. | 2014. |
| ----- | ----- | ----- |
| 9.517 | 6.567 | 5.918 |